# Стів Броднер
Стів Броднер (народився 19 жовтня 1954 року в Брукліні, Нью-Йорк) — сатиричний ілюстратор і карикатурист, який працює для видань у США з 1970-х років. Його визнають у галузі журналістики та графічного мистецтва як майстра редакторської мови.

## Ранні роки та освіта
Броднер відвідував Cooper Union у Нью-Йорку та закінчив його в 1976 році зі ступенем бакалавра образотворчих мистецтв. Після закінчення коледжу Броднер ненадовго працював у Hudson Dispatch в окрузі Гудзон, штат Нью-Джерсі.

### Кар'єра
Між 1979 і 1982 роками він самостійно видавав New York Illustrated News, де були представлені його роботи, а також роботи його колег. У 1977 році він почав свою позаштатну кар'єру в The New York Times Book Review, працюючи зі Стівеном Геллером, арт-директором. Невдовзі він працював із Льюїсом Лафемом і Шейлою Вулф у журналі Harper's Magazine над щомісячною сторінкою коментарів під назвою Ars Politica.
У наступному році він став постійним автором журналів по всьому США, згодом став домашнім художником, а також автором і художником щомісячних задніх сторінок для Esquire під редакцією Лі Айзенберга, Девіда Хірші та дизайнера Ріпа Джорджа. Під час і після Esquire це було на Spy Magazine, а потім у The New Yorker під керівництвом Тіни Браун, а потім Девіда Ремніка, Кріса Каррі, Керолайн Мейго та Франсуази Мулі, арт-директорів. У Rolling Stone під керівництвом Джанна Веннера та Аміда Капезі, арт-директора, Броднер був художником огляду фільмів, працюючи з Пітером Треверсом, а пізніше над серіалом для сторінки National Affairs з Меттом Тайббі та іншими.

### Художня публіцистика
У візуальних есе Броднер висвітлював вісім національних політичних з'їздів для Esquire, The Progressive, The Village Voice та інших.
Його стаття «Plowed Under», серія портретів та інтерв'ю з фермерськими родинами на Середньому Заході, була опублікована в The Progressive. Shots From Guns, художній документальний фільм про страйк Colt Firearms у Хартфорді, штат Коннектикут, з'явився в журналі Northeast у 1989 році.
Для The New Yorker він висвітлював Олівера Норта та вибори в Сенат 1994 року у Вірджинії, президентську кампанію Патріка Бьюкенена, Марш мільйонів людей (1995) і передову історію про Демократичний з'їзд у Чикаго 1996 року. Того ж року газета The Washington Post попросила його надати характеристику президентської кампанії Боба Доула. Навесні 1997 року він написав і намалював десятисторінкову статтю про музичний фестиваль South by Southwest для Texas Monthly. Того літа Броднер піднявся на гору Фудзі разом із письменницею Сьюзан Орлеан як арт-журналіст для Outside Magazine, а пізніше того ж року він написав матеріал про кампанію мера Нью-Йорка для журналу New York. Його восьмисторінковий профіль Джорджа Буша з'явився в Esquire у жовтні 1998 року, в якому Буш сказав йому: «Можливо, я побачу вас у національній політиці наступного року, а може, ні. У будь-якому випадку, у мене класне життя».
У 2000 році він займався проблемою зброї в Пенсільванії для журналу Philadelphia. Texas Monthly опублікував його десятисторінкову історію про колонії (американці мексиканського походження вздовж кордону з Техасом) під назвою «В Америці»; у травні 2005 року та в 2007 році він відвідав Капітолій штату Техас в Остіні, опублікувавши розповідь для Texas Monthly.